# 気象情報 (NHK)
気象情報（きしょうじょうほう）は、NHKの天気予報番組と、ニュース番組の天気予報コーナーの総称である。本項ではNHK総合テレビジョンの気象情報を中心に扱い、NHK-BSやNHKラジオなどの気象情報に関しては補足的に触れる。

## 概要
NHK総合テレビジョンの気象情報（天気予報）は、1953年のテレビ放送開始当初より放送が行われており、日本のテレビ局としては最も長期にわたる放送実績を持つ。民放各局の気象番組と同様に、NHKの「気象情報」では気象庁が発表する情報のうち、気象に関する情報のみを扱い、地震・火山情報については扱わない。

### 名称について
かつては「天気予報」という名称だったが、1988年4月から気象キャスターによる解説を伴うコーナーを「天気情報」と呼称するようになり、さらに1990年4月には「天気情報」のコーナーを「気象情報」へと改称した。その後、解説を伴うコーナーの改廃によって「天気予報」と「気象情報」の区分が煩雑になったことから、1997年（平成9年）4月までに東京発の天気・気象に関するコーナーは全て「気象情報」の名称に統一された。ただし、地方局では放送上「天気予報」の呼称が便宜的に使用されることがある。また、アナウンサーによっては「天気予報」の名称を現在も使用している人がいる。

### 情報提携
NHKでは気象業務法に基づく気象予報業務許可を受けておらず、独自の予報を行っていない。このため「気象情報」では原則として気象庁の予報をそのまま放送し、気象庁が十分にカバーしていない世界各地の天気予報や花粉情報、予想湿度、細かいポイント予報などについては日本気象協会や民間気象会社の情報を補完的に使用する。また近年は民間の気象予報士を積極的に気象キャスターに起用し、気象庁が発表した予報についてもより掘り下げた解説を行い、情報性を高める方向にある。首都圏を始め多くの放送局においては、地域向けの気象情報においても気象キャスターが出演するケースが多いが、気象予報士の確保が困難な放送局では、アナウンサーや契約キャスターが気象庁の発表原稿をそのまま読む。気象キャスターが地方都市に少ないことによる、地域間の情報格差を指摘する意見もある事への対応や、近年頻発する各種気象災害への地域事情を反映させる必要があることから、2017年度は多くの放送局に気象予報士を配置している。
派遣される気象予報士の所属に関しては、制度発足当初は日本気象協会が主体だったが、民間気象会社の数が増えたことなどもあり気象協会予報士が多いのは九州ぐらいになった。一方で近年はNHKと業務を通じ深い関係にあるウイングや、TBSと関係が深いウェザーマップから派遣される予報士が増えている。

## 放送形態
報道系の番組枠内で様々な形態で放送が行われるが、概ね以下の形態に大別される。
- 「気象情報」 11:54など気象情報が独立した番組の扱いを受ける場合。
- ニュース番組の気象コーナー 気象キャスターが出演する場合が多い。定時ニュースの多くはアナウンサーが原稿を読む。
- 特設ニュース内の気象コーナー 台風・大雨などの大規模な気象災害の時は、特設ニュース枠内に気象コーナーが設けられる場合がある。東京発のものに関しては、通常気象キャスターが出演・解説を行う。
- 字幕スーパー 画面左上の時刻表示右部に気象マーク（天気ループ）が表示されることがある。
- 気象警報の速報 気象警報（暴風・大雨・暴風雪・大雪・高潮・洪水・波浪）、特別警報および竜巻注意情報、土砂災害警戒情報が発表された場合、テレビでは総合テレビで速報スーパーを行い、ラジオではラジオ第1放送で通常番組を中断して放送する。FM放送は各局の定時ローカルニュース放送時と『ラジオ深夜便』で同番組のスタジオから気象警報を伝える以外は一切、番組の途中での気象警報は放送されない。ただ、『ラジオ深夜便』はFMでも該当する地域で番組の途中で放送されることがある。速報はいずれも該当する地域のみでの放送。ただし、波浪警報については各地域の実情に基づき実施する。
  - 北海道地方では気象警報が発令および解除された場合は逆U字画面にした上、ティッカー形式でスーパーが表示される（ワンセグはティッカー表示のみ）。この場合、札幌局出しの時報スーパーも被ることになる。
- 大規模な災害（地震・豪雨）が発生した場合は、通常の予報地区に加え、被災地（場合によっては周辺地域）の予報も加えて放送される。

NHK BS（旧NHK BS1）の気象情報
2005年度までは、気象予報士による単独枠『BS地球天気予報』や『BS気象情報』が設けられていた。かつては気象予報士が出演する気象情報は『キャッチ!世界のトップニュース』があったが2018年度末を以って終了した。現在はニュースキャスターによる読み上げのみで、気象予報士は出演しない。単独の枠では2010年3月26日で終了した、CGとBGMのみの『海洋情報』が設けられていた。ニュース内の気象情報は、地上波とは異なる映像フォーマットで衛星放送共通のCGを用いられる。国内の気象情報は『BSニュースWorld+Biz』、海外の気象情報は『ワールドニュース』で放送されていた。
NHKラジオ第1放送の天気予報
アナウンサー読みがほとんどであるが、ラジオのみの気象キャスターが出演するコーナーもある。
NHK-FM放送の天気予報
関東地方ではFMが各都県の放送局でローカル放送ができるメディアであるため、平日の11:50と18:50のローカル放送枠で各放送局は当該県域の予報を独自に伝えている。東京と平日以外の関東地方・関東以外の地方は基本的にラジオ第1放送とサイマル放送。
NHK Eテレの天気予報
『NHK手話ニュース』および『NHK手話ニュース845』で放送。気象キャスターは出演せず、予報画面は静止画で表示される。
Eテレのマルチ編成
また、2007年4月から2009年1月まではマルチ編成（023ch）のみであるが、後述にあるNHKワールドで英語放送による全世界の気象情報『ワールドウェザー（World Weather）』も火・水・木とすべての曜日ではないが放送されていた（ただし、祝日にあたる日は同時放送がないため休止となる。また、スポーツ中継など特別番組の関係でマルチ編成そのものが休止の場合も放送休止となる）。
NHKワールドTV、NHKワールド・プレミアムの国際放送独自の気象情報
- 全世界（以前は日本国内の放送では一切取り上げていない南極(昭和基地、ボストーク基地など)も含まれていたが、現在は取り上げていない）の気象情報『ワールドウェザー（World Weather）』というタイトルで放送している（開始当初は「ウェザーリポート」というタイトルだったが、2006年10月に現在のタイトルに変更された）。
- NHKワールドTVで「NHK NEWSLINE」に内包して放送される英語版では、3日先の天気画面とBGMのみ流す場合（以下、通常版）と、立体CGを駆使し女性キャスターが英語による気象解説を行う（以下、立体CG版）2つのパターンがある。
  - 2007年4月より祝日を除く月 - 金の昼間 - 深夜の時間帯（日本時間）においてリニューアルが行われ、他の海外放送局と同様に地球に見立てた立体CGの映像や天気マーク（「曇り」のマークが実物にそっくりな形で表現されている。雨マークは雨雲から水滴が落ちるアニメーション）および最高・最低気温（摂氏のみ）の表示もリニューアルされた。2009年2月2日の完全移行後は「NEWSLINE」に内包し、各主要都市の3日先までの天気を伝える。気象キャスターが手元のコントローラーで画面切り替えの操作を行いながら進行している。なお、気象キャスターの登場は平日30分の放送のみ。
  - 伝える順番は通常版と同じ（最初は日本の札幌、東京、大阪、福岡の天気から始める）ではあるが、南極の天気については通常版とは違い放送していない。平日の朝の時間帯（日本時間）と土曜・日曜・日本国内においての祝日については立体CGの映像は使用せず、従来どおり通常版のフォーマット（月 - 金の昼間 - 深夜でも2006年度まで使用していた）の天気画面で放送されていた。また随時、正時前に従前の映像フォーマットで通常版を放送することがあるが、こちらは向日1週間の世界各地の天気を伝えている。
- NHKワールド・プレミアムでは、日本語テロップによる『ワールドウェザー』が放送されている。天気画面とBGMのみで放送。放送時間は1 - 5分間（時間は番組編成により異なる）となっている。
  - 一部時間帯のみノンスクランブル放送で視聴することができる（ただし、放送時間変更などによる番組編成の都合で放送されない場合もある）。
- 通常版の映像フォーマットは日本語版・旧来の英語版とも同じ。日本語で表記されるのは雲の動きの日付と観測時間、地名、「〇月〇日の天気・気温」、気温の「最高・最低」、番組終了時の「終」となっている。週間天気ではBS1で放送される『アジアクロスロード』などに似たフォーマット。BGM（楽曲は市販されているものでなく番組オリジナルのものを使用）は英語版と日本語版で異なっている（2009年3月29日より日本語版のBGMが変更された）。
- 通常版の基本的な流れでは、雲の動き→世界各地域ごとの天気（アジア・大洋州→インド・アフリカ→ヨーロッパ→南北アメリカの順。以前は最後に南極が入っていた）→世界主要地域の1週間の天気の順になっている。気温については北米地域のみ摂氏(C)のあとに華氏(F)も表示している。台風がある場合は雲の動きの前に台風の進路も表示される。

## 演出形態
主に概況と天気予報の2本立て。地域ごとの放送になると警報・注意報の案内も含まれる。
テレビ放送では概況を伝える「雲の動き（気象衛星画像）」・「現況天気図」・「予想天気図」・「気象レーダー」・「アメダス観測情報（雨・気温など）」などが、予報を伝える「きょうの天気」・「あすの天気」・「3時間ごとの天気」・「降水確率」・「雨（雪）・寒気等の予想」・「予想最高気温」・「予想最低気温」・「風・波の予想」・「週間予報」・「世界の天気」・「週末行楽地の天気」・「海上予報」、それに「警報・注意報」があり、気象庁の発表時間帯、天気の傾向等を踏まえて組み替えや追加が行われる。また春先には「花粉情報」、夏季には「紫外線情報」・「熱中症予防情報」が放送される。一部放送局では冬季以外に「洗濯情報」、北日本地域（青森局で実施）の放送局では冬季には「降雪量予報」や「水道管凍結情報」も放送される。
アナウンサーは原則気象画面のみで進行し、気象キャスターの解説がある場合は気象画面をスタジオ内のモニタに表示して、指示棒やマークなどを用いて解説を加えるケースが多い。1990年代以降、一部の主要なニュース番組の気象コーナーにおいては、クロマキー処理によるヴァーチャルスタジオ、またはヴァーチャルセットを使用するケースもある（「NHKニュース10」（2000年 - 2006年）、「ニュースウオッチ9」（2006年 - ）など）。

## 警報・注意報の扱いについて
警報・注意報の扱いについては、2010年5月27日13時施行された平成22年気象庁告示第7号により大きく変わった。
- 各放送局のニュースにおける局エリア単位の気象情報では、地図・文字等を使い、市町村単位発表に変えられた警報・注意報を詳しく伝える。表現の方法は、各放送局の判断による。
- ラジオなど、広域ブロックで放送されるニュースに於いては、時間の制約もあり、従来の「二次細分区域」に代わって便宜的に導入された、「市町村等をまとめた地域」単位で伝えたり、注意報の放送そのものを取り止めたりと、各ブロックにより対応がまちまちである。
- 「大雨情報」など、（一部法令に基づく）緊急報道番組として放送される分については、上記にかかわらず、市町村単位で警報発令地域を伝える。

## 年表
- 1925年 ラジオ放送開始に伴い、「天気予報」の放送開始。
- 1941年12月8日、太平洋戦争勃発（午前4時、ラジオ・トウキョウが有名な暗号放送「西の風、晴れ」を流す）。これにより、天気予報は軍事機密扱いとなり、大日本帝国軍部によって放送禁止となる。
- 1945年 第二次世界大戦終結。日本敗戦で「天気予報」の放送が復活。
- 1953年 テレビ放送開始に伴い、「天気予報」の放送開始。当初は1日1回、夜間の放送のみ。
- 1960年 従来の天気図への手書き方式にかわり、天気マークを導入。
- 1963年 日本気象協会の気象キャスター出演開始。キャスター第1号は大塚龍蔵。
- 1964年 天気マークに明滅効果をつける「ポラシーン」を導入（後にNHK放送博物館に展示）。
- 1967年 天気予報の放送を拡充。放送時間が1日30分を超える。
- 1974年 気象庁アデスシステムとオンライン化完了。
- 1977年 気象衛星「ひまわり1号」の打ち上げに伴い、雲画像の放送利用開始。
- 1980年 アデスデータの自動作画化スタート。当初は天気予報画面のみ。
- 1981年 降水確率予報画面を導入。
- 1983年 アメダス画面（当初は雨分布のみ）を導入。
- 1987年 気象警報・注意報を自動作画化。波高・風向予報画面を導入
- 1988年 番組名「天気情報」に変更。花粉情報の放送開始
- 1990年 番組名「気象情報」に変更。
- 1993年 ひまわり画像と一体化した台風画面を導入。女性気象キャスターの出演開始。
- 1994年 従来気象庁予報官が出演していた台風解説を、気象キャスターの担当に変更。
- 1995年 気象画面を一部動画化。ポイント予報放送開始[1]。
- 1996年 東京発気象情報の放送時間が1日60分を超える。
- 1997年 時系列予報放送開始。
- 1998年 降雪量予報画面を導入。
- 2000年 GPVデータ画面を導入。紫外線情報放送開始。民間気象会社のキャスター出演開始
- 2002年 落雷情報放送開始。
- 2004年 ブラウザ方式の解説画面導入。
- 2005年 BS1で気象キャスター出演による「BS気象情報」放送開始するものの、1年で打ち切り。
- 2010年 気象庁のシステム変更により警報・注意報の伝え方を変更。
- 2020年 1995年以来25年にわたって使用してきた気象画面をリニューアル。
- 2021年 気象メッシュなど図を用いる画面を色覚多様性に配慮したものへリニューアル[2]。

## キャスター

### 首都圏局

#### 2025年度
| 名前       | 所属                               | 平日 | 土曜 | 日曜 | 祝日 | 担当番組                                                                  |
| ---------- | ---------------------------------- | ---- | ---- | ---- | ---- | ------------------------------------------------------------------------- |
| 近藤奈央   | 南気象予報士事務所                 | △    |      |      |      | NHKニュースおはよう日本（月～水）                                         |
| 渕岡友美   | 南気象予報士事務所                 | △    |      |      |      | NHKニュースおはよう日本（木・金）                                         |
| 檜山靖洋   | 南気象予報士事務所                 | 〇   |      |      |      | NHKニュースおはよう日本                                                   |
| 南利幸     | 南気象予報士事務所（社長）         |      | 〇   | 〇   | △    | NHKニュースおはよう日本、5:50、6:53、8:57（日曜日）                       |
| 池田沙耶香 | ウェザーマップ                     | △    |      |      |      | あさイチ（火曜日）                                                        |
| 佐藤公俊   | 日本気象協会                       | 〇   |      |      | △    | 11:54（平日）、 NHKニュースおはよう日本、5:50、6:53（一部の火～木の祝日） |
| 田中美都   | ウェザーマップ                     | 〇   |      |      |      | 午後LIVE ニュースーン                                                     |
| 黒田菜月   | セント・フォース                   | 〇   |      |      |      | 午後LIVE ニュースーン、首都圏ネットワーク「おかえり天気」                 |
| 久保井朝美 | ウェザーマップ                     | △    | 〇   |      |      | 午後LIVE ニュースーン（月曜日・金曜日）、サタデーウオッチ9                |
| 船木正人   | Nick Nack（社長）                  | 〇   | 〇   | 〇   | 〇   | 首都圏ネットワーク、 11:54（土日祝）、ニュース645 ※隔週交代               |
| 片山美紀   | ウェザーマップ                     | 〇   | 〇   | 〇   | 〇   | 首都圏ネットワーク、 11:54（土日祝）、ニュース645 ※隔週交代               |
| 晴山紋音   | ウェザーマップ                     | 〇   |      |      |      | NHKニュース7                                                              |
| 向笠康二郎 | オフィス気象キャスター             |      | 〇   | 〇   | 〇   | NHKニュース7                                                              |
| 平井信行   | ウイング                           | 〇   |      |      |      | 首都圏ニュース845                                                         |
| 斉田季実治 | ヒンメル・コンサルティング（社長） | 〇   |      |      | 〇   | ニュースウオッチ9                                                         |

#### 過去
- 林英美 （1993 - 1995）
- 折坂章子 （1993 - 1997）
- 森本健成 （2000 - 2001）
- 島津尚子 （2000 - 2002）
- 岩田総司 （2000 - 2003）
- 藤井南美 （2000 - 2003）
- 三ヶ尻知子 （2003）
- 中村次郎 （1993 - 2004）
- 荒嶋恵里子 （2002 - 2004）
- 石田直佳 （2004）
- 鶴田由香 （2004）
- 田代大輔 （1998 - 2006）
- 橋詰尚子 （2004 - 2007）
- 高田斉 （1993 - 2010）
- 半井小絵 （2002 - 2010）
- 関嶋梢 （2004 - 2010）
- 山本志織 （2005 - 2010）
- 加藤祐子 （2007 - 2013）
- 岡村真美子 （2011 - 2014）
- 奈良岡希実子 （2014）
- 渡辺博栄 （1993 - 2015）
- 寺川奈津美 （2011 - 2015）
- 井田寛子 （2011 - 2015）
- 三宅惇子 （2016 - 2017）
- 篠原正 （2016 - 2017）
- 宮崎由衣子 （2017 - 2018）
- 関口奈美 （2013 - 2019）
- 國本未華 （2018 - 2019）
- 福岡良子（2016 - 2020）
- 中村美公（2020）
- 平野有海（2015 - 2021）
- 山神明理（2018 - 2021）

#### ラジオ
| 名前       | 所属               | 平日 | 土曜 | 日曜 | 祝日 | 担当番組（全てラジオ第1「R1」、一部FMサイマル）                                         |
| ---------- | ------------------ | ---- | ---- | ---- | ---- | --------------------------------------------------------------------------------------- |
| 吉井明子   | 局地風             | 〇   | -    | 〇   | 〇   | マイあさ!（月・日・祝）、 Nらじ（火平日の18時台前半と関東甲信越の気象情報（18:50））    |
| 佐藤万里奈 | ウイング           | 〇   | -    | -    | -    | マイあさ!（火～金の平日）                                                               |
| 黒木愛子   | 南気象予報士事務所 | -    | 〇   | -    | -    | マイあさ!（土）                                                                         |
| 寺川奈津美 | オールラウンド     | 〇   | -    | -    | -    | 昼間の気象情報（11:50、15:07）、 Nらじ（月の18時台前半と関東甲信越の気象情報（18:50）） |
| 福田寛之   | 局地風（社長）     | 〇   | -    | -    | -    | - Nらじ（水・木・金） - 18時台前半 - 関東甲信越の気象情報（18:50） - 19時台             |
| 佐藤可奈子 | ウェザーマップ     | ○    | -    | -    | -    | Nらじ（月・火の19時台）、NHKジャーナル                                                  |
| 伊藤みゆき |                    | -    | ○    | ○    | ○    | NHKきょうのニュース（土・日・祝）                                                       |

「Nらじ」19時台は「NHKきょうのニュース」の枠内で放送される（平日のみ）。

### 全国各地
2025年度分。それ以前については各放送局の項を参照。
| ブロック     | 放送局    | 出演者     | 所属                       | 担当番組                                                          |
| ------------ | --------- | ---------- | -------------------------- | ----------------------------------------------------------------- |
| 北海道       | 札幌      | 今井希依   | 日本気象協会               | おはよう北海道（月・火）                                          |
| 北海道       | 札幌      | 杉山友衣可 | 日本気象協会               | おはよう北海道（水～金）、おはよう北海道土曜プラス                |
| 北海道       | 札幌      | 浜崎慎二   | ウェザーマップ             | ほっとニュース北海道、ほっとニュース道央いぶりDAYひだか           |
| 北海道       | 函館      | 丸山将     | ウェザーマップ             | ほっとニュース函館                                                |
| 北海道       | 旭川‐北見 | 赤羽祐介   | ウェザーマップ             | ほっとニュース道北オホーツク                                      |
| 北海道       | 帯広‐釧路 | 鈴木貴大   | ウェザーマップ             | ほっとニュースぐるっと道東!                                       |
| 東北         | 仙台      | 乙藤亮平   | ウェザーマップ             | おはよう宮城、ウィークエンド東北                                  |
| 東北         | 仙台      | 篠原正     | 南気象予報士事務所         | てれまさ、ウィークエンド東北                                      |
| 東北         | 秋田      | 高井伴明   | 日本気象協会               | ニュースこまち                                                    |
| 東北         | 山形      | 長谷川麻衣 | オフィス気象キャスター     | やままる                                                          |
| 東北         | 盛岡      | 江刺幸男   | ウェザーマップ             | おばんですいわて                                                  |
| 東北         | 福島      | 本橋淳也   | ウェザーマップ             | はまなかあいづToday                                               |
| 東北         | 青森      | 神林有希   | 日本気象協会               | あっぷるワイド                                                    |
| 関東・甲信越 | 長野      | 越後友利果 | ウェザーマップ             | イブニング信州、ゆる信ワイド、どどどど!信州イチオシ（不在時代行） |
| 関東・甲信越 | 長野      | 宮本麻衣   | ウェザーマップ             | どどどど!信州イチオシ                                             |
| 関東・甲信越 | 甲府      | 石丸咲     | ウェザーマップ             | Newsかいドキ                                                      |
| 関東・甲信越 | 水戸      | 中原一徹   | オフィス気象キャスター     | いば6など平日のテレビ気象情報                                     |
| 関東・甲信越 | 宇都宮    | 福嶋真理子 | 日本気象協会               | とちぎ630                                                         |
| 関東・甲信越 | 前橋      | 福田歩実   | オフィス気象キャスター     | ほっとぐんま630                                                   |
| 関東・甲信越 | 新潟      | 加藤直樹   | オフィス気象キャスター     | 新潟ニュース610                                                   |
| 東海・北陸   | 名古屋    | 寺尾直樹   | 名古屋放送局専属契約       | まるっと!                                                         |
| 東海・北陸   | 名古屋    | 土井邦裕   | オフィス気象キャスター     | おはよう東海、ぐるっと!                                           |
| 東海・北陸   | 名古屋    | 立岩洋輔   | 日本気象協会               | ウィークエンド中部など土曜午前                                    |
| 東海・北陸   | 金沢      | 池津勝教   | オフィス気象キャスター提携 | かがのと                                                          |
| 東海・北陸   | 静岡      | 伊藤麻衣   | ウェザーマップ             | たっぷり静岡                                                      |
| 東海・北陸   | 福井      | 斎藤綾乃   | 南気象予報士事務所         | ニュースザウルスふくい                                            |
| 東海・北陸   | 富山      | 芦沢涼     | ウェザーマップ             | ニュース富山人、ラジオ気象情報                                    |
| 東海・北陸   | 津        | 親見麗菜   | オフィス気象キャスター     | まるっと!みえ                                                     |
| 東海・北陸   | 岐阜      | 橋本祐佳   | バウムウェザー             | まるっと!ぎふ                                                     |
| 近畿         | 大阪      | 塩見泰子   | 南気象予報士事務所         | おはよう関西など平日午前                                          |
| 近畿         | 大阪      | 坂下恵理   | 南気象予報士事務所         | 列島ニュース                                                      |
| 近畿         | 大阪      | 垂水千佳   | 南気象予報士事務所         | ほっと関西（火～金）など平日午後、ウイークエンド関西など土曜午前  |
| 近畿         | 大阪      | 前川夏生   | 南気象予報士事務所         | ほっと関西（月）など平日午後                                      |
| 近畿         | 京都      | 栗原めぐみ | 南気象予報士事務所         | ニュース630 京いちにち                                            |
| 近畿         | 神戸      | （南利幸） | （南気象予報士事務所社長） | リブラブひょうご（水）                                            |
| 近畿         | 和歌山    | 濱野淳     | 日本気象協会               | ギュギュっと和歌山                                                |
| 近畿         | 奈良      | 前田勝久   | オフィスキイワード         | ならナビ                                                          |
| 近畿         | 大津      | 石井元樹   | 日本気象協会               | おうみ発630（水～金）                                             |
| 近畿         | 大津      | 小寺啓太   | 日本気象協会               | おうみ発630（月・火）                                             |
| 中国         | 広島      | 坂上未樹   | 日本気象協会               | おはようちゅうごく、ひるまえ直送便                                |
| 中国         | 広島      | 大隅智子   | ウェザーマップ             | お好みワイドひろしま、お好み845                                   |
| 中国         | 岡山      | 中島望     | ウェザーマップ             | もぎたて!                                                         |
| 中国         | 松江      | 千田希々花 | オフィス気象キャスター     | しまねっとNEWS610                                                 |
| 中国         | 鳥取      | 木下和花   | 南気象予報士事務所         | いろ★ドリ                                                         |
| 中国         | 山口      | 山崎貴裕   | ウェザーマップ             | 情報維新!やまぐち                                                 |
| 四国         | 松山      | 田中優作   | ウェザーマップ             | ひめポン!、ひめポン!845                                           |
| 四国         | 松山      | 岡田桃子   | ウェザーマップ             | おはよう四国など平日午前、ひめポン!645                            |
| 四国         | 松山      | 服部由佳   | オフィス気象キャスター     | おはよう四国など平日午前、ギュッと!四国                           |
| 四国         | 高知      | 岡田良昭   | ウェザーマップ             | こうちいちばん、とさらじお                                        |
| 四国         | 徳島      | 藤野勝成   | 日本気象協会               | とく6徳島                                                         |
| 四国         | 高松      | 田井杏佳   | ウェザーマップ             | ゆう6かがわ                                                       |
| 九州・沖縄   | 福岡      | 松井渉     | 日本気象協会               | はっけんTV、はっけんラジオ                                        |
| 九州・沖縄   | 福岡      | 松永貢     | 日本気象協会               | 茶柱てんき                                                        |
| 九州・沖縄   | 福岡      | 吉竹顕彰   | 福岡放送局専属契約         | ロクいち!福岡                                                     |
| 九州・沖縄   | 福岡      | 佐々木理恵 | 福岡放送局契約キャスター   | おはよう九州沖縄                                                  |
| 九州・沖縄   | 北九州    | 池田康貴   | ウェザーマップ             | ニュースブリッジ北九州                                            |
| 九州・沖縄   | 熊本      | 結城弘汰   | 南気象予報士事務所         | クマロク!                                                         |
| 九州・沖縄   | 長崎      | 熊谷琴葉   | オフィス気象キャスター     | ぎゅっと!長崎                                                     |
| 九州・沖縄   | 鹿児島    | 岡田悠     | オフィス気象キャスター     | 情報WAVEかごしま                                                  |
| 九州・沖縄   | 宮崎      | 大平真理子 | ウェザーマップ             | てげビビ!                                                         |
| 九州・沖縄   | 大分      | 伊藤理紗子 | オフィス気象キャスター     | ぶんドキ                                                          |
| 九州・沖縄   | 佐賀      | 石掛貴人   | 日本気象協会               | いまさが                                                          |
| 九州・沖縄   | 沖縄      | 大森麻以   | オフィス気象キャスター     | おきなわHOTeye                                                    |

## その他
- 平日の5:53頃（おはよう日本内）[注 2]、土日祝の6:53、年末年始の6:54、11:54[注 3]、19:28頃（ニュース7内）[注 4]放送分はNHKオンラインの「気象・災害情報」のページから当日放送分を動画で視聴できる（更新は数時間おきで次の気象情報が放送される時間まで視聴可能）。
- 気象キャスターは台風や大雨・大雪などの時には深夜・未明の時間帯にもテレビに出演する場合がある。
- 平日5:56（おはよう日本内）のローカル天気で、東北地方では使用されるBGMは月ごとに変わる。
- 土日祝5:50の気象情報では、5:55のローカル天気枠で天気を放送せず、東京からの裏送り送出で5分間のミニ番組・スポットを放送している地域がある（東北・四国・九州沖縄地方は土日祝ともに。北海道・中国地方は日曜日と祝日のみ）。
- 平日・土曜6:53の東京発の気象情報（おはよう日本内）では北海道、東海北陸（平日は石川県・富山県を除く）、近畿、中国、九州沖縄（平日のみ）ではネット受けせず、その分を地域のニュースの放送に充てているが、そのなかで全国の主要地域の天気もフォローする形で伝えている。
- 近畿2府4県では、月曜 - 土曜6:53（前述）の気象情報は東京発のものを放送せず、近畿独自のものを放送している。特に大阪・和歌山・大津・奈良の4局は後述の夕方の分を含め完全に東京からのネット受けをせず、大阪局（夕方は各放送局別）の気象情報を放送している。
- 近畿2府4県向け6時前のBGMにNash Music Library http://www.nash.jp/fum/ の「光Sixteen」が2014年度まで使用された。以降は全国版と同じ。
- 近畿2府4県では、2008年4月から2018年3月までと2019年4月から月曜 - 金曜（2016年3月までは土曜も）11:54の気象情報は東京発のものを放送せず、近畿独自のものを放送している。また、2019年4月からは京都局では11:57の気象情報（ローカルパート部分）は大阪発ではなく京都府域の気象情報を放送している。かつては、2017年から2018年頃の奈良・和歌山の2局でも、11:57の気象情報は大阪発ではなくそれぞれの県域の気象情報を放送していた。当枠11:57からのBGMはNASHの「Campus Walking」だった。（使用開始時期不明で、11:54 - 11:57は別の曲だった）ただし、土曜・日曜・祝日および高校野球開催などで地域放送ができない日は従来どおり東京発のものを放送している。
- 11:54の気象情報は政見放送（候補者の経歴の紹介）や臨時ニュースの都合で休止することがある。また、毎月1日（1月のみ4日）は緊急警報放送試験信号放送を行うため1分繰り上がり11:53から放送[注 5]。
- 毎年8月15日昼前の放送は、「全国戦没者追悼式」を11:50から放送する関係で、通常より10分早い11:44(2013年までは9分早い11:45)からの放送となる[注 6]。また、ラジオも、ラジオ第1とFMで、別々の放送となる（ラジオ第1で『全国戦没者追悼式』を総合テレビとのサイマルを行うため）。
- 土日祝18:53の気象情報は2012年4月以降、すべての地域で東京発のものを放送していたが（北海道地方では1995年3月末で一旦打ち切りとなって以来17年ぶりの再開となる）、2024年現在は再び独自で気象情報を放送する地域がある[注 7]。2020年度までは平日18:52にも東京発の気象情報を一部地域で放送していたが、2021年度以降は原則各局別で放送している[注 8]。2025年春改編で、土日夕方のローカルニュースが復活した地域では、東京からの全国気象情報のネット再開した地域がある。
- 以前放送していた平日19:58からの気象情報では、全国の天気を地域別に全地域のもので紹介していた。2015年3月30日からは、終了直前に気象予報士が直後の20時台の番組（『NHK歌謡コンサート』や『ためしてガッテン』など）に関する言葉を述べてから、20時台の番組を放送していた（一種のクロスプログラム）。2015年3月24日までは、気象予報士は出演せず「首都圏ネットワーク」の男性キャスターが担当していた（2010年度までは「NHKニュース7」のサブキャスターが担当していた）。金曜は放送を休止する放送局もある。関東地方で首都圏スペシャルがある場合は他地域向けに東京からの裏送り送出で対応して通常通り放送される。全国放送の特集番組で別番組差し替えを含むすべての地域での休止の場合もある。2012年3月14日は通常の全地域別のものは放送せず、19:58から1分間、他時間の気象情報と同様に全国主要地域のみの放送（ただし、北海道・東北地方はローカル放送差し替えで津波注意報解除に関するニュースを放送）にとどめ、残りの1分間を東京のスタジオから津波注意報解除に関するニュースを伝えた。このときはNHKワールド・プレミアムでも通常は放送されない平日19:58からの気象情報もそのままノンスクランブルで放送された（クローズアップ現代の2分遅れの開始と海外安全情報が休止となったため）。2012年6月26日の時もニュース7の時間延長でクローズアップ現代が3分遅れで開始したため、19:59からの1分間の放送となり、他時間の気象情報と同様に全国主要地域のみの放送にとどまった。
- 2006年3月まで月曜から金曜21:58には8ブロックのローカル放送で気象情報を放送。ラジオ放送との同時放送を行う為、北海道・東北・四国の様にいきなり予報に入る地域もあった。
- NHKワールド・プレミアムでは通常、気象情報が独立した番組で国内同時放送されることはほとんどないが、2010年（平成22年）6月4日は民主党代表選挙の特設ニュースが11:00 - 12:45まであった関係で、2011年（平成23年）3月11日発生の東日本大震災の特設ニュースでは終日総合テレビとサイマル放送を行った関係で関東ローカル枠を含めてそのまま放送されたことがある（ともにノンスクランブル放送を実施。後者については同年3月19日の特設ニュースの規模縮小後、一部時間帯ではスクランブル配信に変更）。また、2012年（平成24年）9月9日と2013年（平成25年）3月10日も「明日へ～支えあおう～」の2部構成（前者は10:05-11:54・13:05-15:00。後者は10:05-11:54・13:35-16:30。）による放送を行う都合上、11:54からの気象情報も関東ローカル枠を含めてそのままノンスクランブルで放送された。なお、2011年（平成23年）1月から毎週日曜日8:57の気象情報のみNHKワールド・プレミアムでも総合テレビと国内同時で定時放送され、ノンスクランブルで視聴が可能となる。
- 2011年3月25日は11:45過ぎに枝野幸男内閣官房長官の記者会見を中継したため、11:54からの全国の気象情報は休止。11:57からの各地域ごとの気象情報のみの放送となった（BS1とNHKワールド・プレミアムは関東地方のものをそのまま放送。関東地方ローカル放送時のキャスターは通常の全国の気象情報と同じ。BS2は休止して番組案内スポットに差し替え）。